# Michelle Rouillard
Michelle Emilie Rouillard est une top model colombienne née le 28 octobre 1986. Elle est la gagnante du Concours national de beauté de Colombie (Concurso Nacional de Belleza de Colombia), élue Señorita Colombia 2008-2009.

## Biographie
Michelle Emilie Rouillard est née à Popayán dans le département de Cauca en Colombie. Elle est la fille de Patrick Rouillard, un photographe français. Elle étudie les affaires internationales à l'Université Concordia à Montréal au Québec au Canada. Michelle Rouillard parle espagnol, français et anglais. En août, aux Bahamas elle représente la Colombie au concours de Miss Univers 2009.

## Miss Colombia
En 2008, à 21 ans elle participe au concours national de beauté de Colombie, elle représente le département de Cauca.  le 17 novembre  elle gagne le concours qui a lieu en Cartagena de Indias. Elle obtient les plus hautes notes : 9.8 pour le défilé en tenue de fête et 9.8  pour le défilé en tenue de bain. Les jours précédant le concours final, elle remporte le prix de "Mademoiselle Photogénique"  
Lors de sa participation à Miss Univers 2009, elle ne parvient pas à se classer parmi les finalistes. 
À la fin de son année de Miss Colombie, elle s'oriente vers la profession de mannequin et travaille à la télévision colombienne. Le 16 novembre elle  a remis la couronne à Natalia Navarro Miss Colombie 2009-2010. 